# 1744 Harriet
1744 Harriet eller 6557 P-L är en asteroid i huvudbältet som upptäcktes den 24 september 1960 av den nederländsk-amerikanske astronomen Tom Gehrels och det nederländska astronomparet Ingrid van Houten-Groeneveld och Cornelis Johannes van Houten vid Palomarobservatoriet. Den har fått sitt namn efter den amerikanske astronomen Paul Hergets fru.
Asteroiden har en diameter på ungefär 4 kilometer.